# 张佐姣
张佐姣（？—），女，汉族，湖南平江人，中华人民共和国政治人物。现任香港丰源实业集团董事长，湖南省政协常委。第十四届全国政协委员。